# Miro Schluroff
Miro Schluroff (* 25. April 2000 in Bregenz, Österreich) ist ein deutscher Handball- und Beachhandballspieler. Seit 2022 spielt der linke Rückraumspieler für den VfL Gummersbach in der Bundesliga.

## Karriere

### Halle
Schluroff wuchs ab seinem dritten Lebensjahr in Bremen-Habenhausen auf und spielte zunächst Fußball sowie Tennis. Im Alter von zehn Jahren begann er mit dem Handballspielen beim ATSV Habenhausen und spielte bereits in der Saison 2016/17 als B-Jugendlicher bei den Herren in der Oberliga und stieg mit der Mannschaft in die 3. Liga auf. Zur Saison 2017/18 wechselte er zwar zum HC Bremen, lief jedoch weiterhin per Zweitspielrecht für den ATSV auf. Mit der A-Jugend des HC Bremen verpasste er die Qualifikation zur Bundesliga. Diese erfolgte jedoch ein Jahr später, während sein Zweitspielrecht zum Wilhelmshavener HV in die 2. Bundesliga wechselte. Mit Wilhelmshaven stieg Schluroff jedoch am Saisonende in die 3. Liga ab und schloss sich dem Bundesligisten Füchse Berlin an. Er blieb zunächst jedoch ausschließlich in der 3. Liga für die zweite Mannschaft aktiv, bevor er am 8. März 2020 im Heimspiel gegen die SG Flensburg-Handewitt erstmals in der Bundesliga zum Kader der Profi-Mannschaft gehörte.
Als die 3. Liga aufgrund der COVID-19-Pandemie die Saison 2020/21 im November für zunächst unbestimmte Zeit unterbrach, wurde Schluroff im Dezember 2020 ausgeliehen, damit er weiterhin Spielpraxis erhalten konnte. Abnehmer war erneut der Wilhelmshavener HV, dem inzwischen der Wiederaufstieg in die 2. Bundesliga gelungen war. Nachdem er in sieben Spielen mitgewirkt hatte, wurde die Leihe im Januar 2021 wieder beendet und Schluroff umgehend an den Bundesligisten GWD Minden abgegeben, die Ersatz für den langfristig verletzten Kapitän Miljan Pušica benötigten. Am 14. Februar 2021 gelang ihm im Auswärtsspiel beim SC Magdeburg sein erstes Bundesliga-Tor. Im Sommer 2022 wechselte er zum Bundesligaaufsteiger VfL Gummersbach.
Schluroff gehörte dem Kader der deutschen U-21-Nationalmannschaft an. Seit seiner ersten Nominierung für einen Lehrgang fanden aufgrund der COVID-19-Pandemie jedoch keine Länderspiele statt. Da auch die U-21-Weltmeisterschaft 2021 abgesagt wurde, blieb er ohne ein U-Länderspiel.
Am 13. März 2025 hatte er beim EM-Qualifikationsspiel in Wien gegen Österreich sein Länderspieldebüt für die deutsche A-Nationalmannschaft.

### Beach
Beim Beachhandball gehörte er dem Team Nordlichter an. Momentan ist er jedoch nicht mehr aktiv, da er sich auf seine Karriere in der Halle konzentriert.
Mit der deutschen U-18-Nationalmannschaft nahm er an der Europameisterschaft 2018 in Ulcinj und gewann mit dem Team den Titel.

## Erfolge
- U-18-Beachhandball-Europameister 2018

## Privates
Schluroff schloss die Schulzeit im Jahr 2018 mit bestandenem Abitur ab. Derzeit absolviert er eine Berufsausbildung zum Sport- und Fitnesskaufmann.
Seine Schwester Tony Schluroff spielt für den TV Oyten in der Regionalliga und sein Cousin Luc Schluroff in der 3. Liga für den ATSV Habenhausen.
Sein Vater Lars Unger war als Fußballspieler für Werder Bremen in der Bundesliga aktiv.